# Mudbox
Mudbox ist eine 3D-Grafiksoftware des ehemaligen Unternehmens Skymatter, das am 6. August 2007 durch das Unternehmen Autodesk gekauft und in deren Bereich Media & Entertainment eingegliedert wurde. 
Das Sculptingtool wird vorrangig für organische Modelle verwendet. Mudbox 3D fügt sich in die Produktionspipeline als reines Sculptingtool ein.
Mudbox 3D speichert Modelle in einem eigenen Dateiformat (.mud) ab. Export- und Importmöglichkeiten bestehen durch die Verwendung von 3ds-, obj-, fact-, dxf-, rib- und pov-Dateien.
Mit Mudbox ist es möglich organische Modelle im Multimillionpolygonalbereich zu erstellen.
Dadurch können auch realistische Strukturen, wie zum Beispiel Hautunebenheiten, mittels echter 3D-Koordinaten erstellt werden.
Mudbox reiht sich damit, neben dem ähnlich ausgerichteten ZBrush, als spezielle Anwendung für realistische Oberflächen in der Charaktererstellung in die Produktionspipeline ein. Es erscheinen immer noch jährlich neue Versionen, jedoch brachten diese seit 2020 keine neuen Features oder Bugfixes mehr.

## Funktionen V 1.0
1. Sculpting von 3D-Polygonobjekten
2. Verwendung von bis zu 16 Millionen Polygonen
3. Sculpting via 3D-Werkzeuge als auch via perpectives
4. Export von Displacement- und Normalmaps zur Weiterverwendung des Objekts in anderen Programmen.

## Verwendung in der Produktionspipeline
Aufgrund unterschiedlicher Anforderungen im Animations-, Print- und CAD-Bereich werden immer mehr spezialisierte Tools in den Arbeitsablauf innerhalb einer Agentur eingebunden. Als Basis wird häufig ein Produkt wie Maya, Softimage XSI oder LightWave 3D eingesetzt. Spezialprodukte wie ZBrush, 3D-Brush, Silo 3D oder Mudbox ergänzen dabei die Funktionen der Hauptprodukte im Modellierungs- und Texturierungsbereich.

## Versionen
Die aktuelle Version ist Mudbox 2024.
Mitglieder der Autodesk Education Community haben seit der Version 2011 die Möglichkeit, eine elfmonatige Trial-Version herunterzuladen.
Für Schüler und Studenten gibt es die Vollversion des Programms drei Jahre kostenlos.